# Ablemma merotai
Ablemma merotai är en spindelart som beskrevs av Pekka T. Lehtinen 1981. Ablemma merotai ingår i släktet Ablemma och familjen Tetrablemmidae. Inga underarter finns listade i Catalogue of Life.